# Ilha dos Marinheiros
Mall:Gebox
Ilha dos Marinheiros är en ö i Brasilien.   Den ligger i delstaten Rio Grande do Sul, i den södra delen av landet, 1 900 km söder om huvudstaden Brasília. Arean är 41 kvadratkilometer.
Terrängen på Ilha dos Marinheiros är mycket platt. Öns högsta punkt är 18 meter över havet. Den sträcker sig 6,0 kilometer i nord-sydlig riktning, och 10,4 kilometer i öst-västlig riktning.
Runt Ilha dos Marinheiros är det tätbefolkat, med 369 invånare per kvadratkilometer.